# سيدتي الجميلة (مسرحية)
تدور أحداث المسرحية حول كمال (فؤاد المهندس) الذي يبحث عن امرأة جميلة ليريها للملك، فتسرقه نشالة وهي (شويكار) فيعجب بشخصيتها المتوحشة ويأخذها ليعلمها آداب الإتيكيت، ويعلمها كيفية التصرف مع الملك.

## بطولة
| - فؤاد المهندس: كمال الطاروطي - شويكار: صدفة حسب الله بعضشي / صدفة داوود التفكشي - حسن مصطفى: حسن مفتاح - جمال إسماعيل: حسب الله بعضشي - مظهر أبو النجا - زوزو شكيب: إنجي هانم - نظيم شعراوي: الخديوي | - فاطمة التابعي - عبد الله فرغلي: جعيدي / أردخان - ليلى يسري: - محمد يوسف: عطا - هدى زكي: جلبهار هانم - أحمد شكري: مجدي ابن جولبهار هانم - علي المعاون: عبس صاحب الخمارة | - عز الدين إسلام: - فهمي أمان: عم لالو الطرشجي - عصمت رأفت: شجرة الدر - جميل عز الدين: - فاروق فلوكس: سليط - سيد زيان: زربيح - سمير ولي الدين: شحته |

## فريق العمل
| - سمير خفاجي: (اقتباس) - بهجت قمر: (اقتباس) - حسن عبد السلام: (الإخراج المسرحي ) - أحمد توفيق: (الإخراج التلفزيوني) - احمد مجدي محمد: (مساعد مخرج تلفزيوني) - رباب حسين: (مساعد مخرج تلفزيوني) | - محمد شاكر: (مساعد مخرج تلفزيوني) - فتحي عبد العال: (تصوير) - عبد العظيم جاد: (تصوير) - حنفى حسين: (تصوير) - محمد السيد: (تصوير) - صديق بركات: (مراقبة كاميرات) | - وداد فهمي: (مراقبة كاميرات) - عبد الفتاح عبد الحي: (مونتاج إلكتروني) - حجازي إبراهيم: (صوت) - إيليا جيد: (تسجيل) - رشاد سيدهم: (اسكتشات) |

## هوامش
- كانت هذه المسرحية على وشك ألا تصور تليفزيونيًا بسبب تخوف مدير المسرح من زيادة الإضاءة بداخله مما قد يؤدي إلى مشكلة خاصة لكون المسرح من الخشب حتى حصل على طلب تصوير من فؤاد المهندس وسمير خفاجي.
- استمر عرض المسرحية 3 أشهر و18 يومًا، وتم تصويرها تليفزيونيًا في مسرح الأوبرا في مدينة الإسكندرية.